# La bella e la bestia (film 2017)
La bella e la bestia (Beauty and the Beast) è un film del 2017 diretto da Bill Condon.
Scritto da Evan Spiliotopoulos e Stephen Chbosky, il film è un remake in live action dell'omonimo film d'animazione del 1991, tratto dalla fiaba di Jeanne-Marie Leprince de Beaumont. Il film è interpretato da un cast corale che comprende Emma Watson, Dan Stevens, Luke Evans, Kevin Kline, Josh Gad, Ewan McGregor, Stanley Tucci, Ian McKellen ed Emma Thompson.
È il primo film Disney in cui compare un personaggio omosessuale dichiarato: si tratta di Le Tont, interpretato da Josh Gad.

## Trama
Alsazia, XVIII secolo. Un giovane principe, dall'aspetto bello e affascinante, ma dal carattere viziato, arrogante e crudele, vive nel lusso e nell'agiatezza all'interno del suo castello, dando feste e balli e opprimendo con le tasse le popolazioni dei villaggi vicini. Una sera d'inverno, proprio durante uno dei suoi balli, giunge al castello un'anziana mendicante, che per mettere il principe alla prova gli offre una rosa in cambio di ospitalità. Ma il giovane, disgustato dall'aspetto orribile della vecchia, rifiuta il dono e la caccia via in malo modo. A quel punto, la mendicante si rivela essere una bellissima maga, che, per punire il giovane della sua arroganza, trasforma lui in una bestia orrenda e i suoi servitori in oggetti. Il sortilegio agisce inoltre su tutti i villaggi del principe, i cui cittadini dimenticano l'esistenza del castello e dei suoi abitanti come se non fossero mai esistiti. Il castello rimane così isolato nella foresta, in una sorta di inverno perenne e di spazio fuori tempo. Poco prima di andar via, la maga lascia alla Bestia la rosa, in realtà magica: se il principe riuscirà ad amare e a farsi amare a sua volta prima che il fiore perda l'ultimo petalo, l'incantesimo si spezzerà, in caso contrario la magia diventerà eterna. Il principe, temendo che nessuno potrebbe mai amare un essere mostruoso come lui, trascorre gli anni successivi nella disperazione.
Anni dopo, a Villeneuve, un villaggio non lontano dal castello, una giovane e bella ragazza di nome Belle vive lì col padre artista, Maurice. I paesani non la vedono di buon occhio perché è intraprendente e diversa dalle tipiche ragazze della sua età. Il capitano Gaston, un cacciatore, nonché lo scapolo più ricco e ambito dalle donne del villaggio, ma assai arrogante e cinico, vorrebbe sposare Belle, pensando che basti solo la sua avvenenza a convincere la giovane a sposarlo. La ragazza rifiuta le sue attenzioni, ma questo non fa altro che accrescere l'ostinazione di Gaston verso di lei. Nel frattempo, Maurice parte verso una fiera artistica di un paese vicino, ma durante il tragitto si perde nel bosco. Mentre scoppia un temporale, Maurice viene aggredito da un branco di lupi grigi, ma riesce comunque a sfuggire alle belve, rifugiandosi nel castello della Bestia avvolto dall'anormale clima invernale. Subito dopo aver sentito uno degli oggetti parlare, Maurice fugge spaventato, ma prima di uscire dal cancello si ferma a raccogliere una rosa dal giardino : Belle infatti gliene aveva chiesta una come dono del viaggio. Purtroppo, Maurice viene scoperto dalla Bestia, che lo rinchiude in una cella nella torre del castello.
Al villaggio, Belle viene raggiunta da Philippe, il cavallo di suo padre, che era riuscito a fuggire e a ritrovare la strada di casa. Il destriero conduce la ragazza al castello della Bestia, dove trova rinchiuso suo padre. Maurice avverte Belle della Bestia e la esorta a scappare, ma la ragazza, una volta incontrata la Bestia, offre se stessa come prigioniera al posto di suo padre. Sentendo ciò, la Bestia accetta e così Maurice viene liberato. Dopo un iniziale tentativo di fuga, Belle viene accolta dai servitori del castello trasformati in oggetti: Lumière il candelabro, Tockins l'orologio e Mrs. Bric la teiera. Venuta a conoscenza di una misteriosa ala ovest del castello dove l'accesso è proibito, Belle scopre l'esistenza della rosa incantata, ma viene scoperta dalla Bestia che, temendo che la ragazza volesse nuocere in qualche modo alla rosa magica, la caccia via infuriata. Belle fugge, ma durante la corsa a cavallo viene attaccata dai lupi: a quel punto giunge in soccorso la Bestia, che riesce a salvare Belle e ad allontanare i lupi con un potente ruggito, rimanendo però gravemente ferita. La ragazza esita un istante, ma decide comunque di far ritorno al castello con la Bestia per curarla. Durante la convalescenza, Mrs. Bric racconta a Belle che il principe, da bambino, aveva perduto la madre ed era rimasto solo con il padre altezzoso, che morì più tardi. Il principe crebbe secondo una rigida educazione nobiliare, divenendo un uomo superbo. La servitù era rimasta a guardare senza far nulla mentre il principe, da bambino buono e dolce, si trasformava in un uomo malvagio e crudele.
A Villeneuve, nel frattempo, Gaston non crede al racconto di Maurice sull'esistenza della Bestia. Per far rimanere orfana Belle e sposarla (lei non ha nessun altro parente), tenta di uccidere l'anziano artista legandolo ad un albero del bosco per darlo in pasto ai lupi. Una mendicante, Agata, zitella e abitante di Villeneuve caduta in miseria dopo la morte del padre, salva l'uomo. Maurice accusa Gaston di tentato omicidio premeditato, ma non viene creduto perché Gaston è l'uomo più illustre e potente del villaggio. Testimoni sono solo la mendicante, Agata, che non gode di alcuna credibilità presso gli abitanti del villaggio, e Le Tont, amico e succube di Gaston, che pertanto lo difende. Il malvagio cacciatore, per sposare Belle in cambio della libertà di suo padre, corrompe D'Arque, il direttore del manicomio della città, affinché vi rinchiuda Maurice, che viene accusato dai compaesani di essere pazzo riguardo alla storia della Bestia, con Gaston che incoraggia le loro supposizioni.
Intanto al castello Belle fa cambiare carattere alla Bestia aprendolo al mondo esterno con dolcezza e pazienza. Dopo aver trascorso giorni insieme, la ragazza, grazie a un libro magico che la maga ha lasciato alla Bestia, si teletrasporta nella casa in cui suo padre e sua madre vivevano quando lei era appena nata, a Parigi, scoprendo così cosa è successo a sua madre: la donna era morta di peste, per cui Maurice era stato costretto ad andare via con Belle, scegliendo di vivere a Villeneuve. 
Alla fine di un ballo romantico organizzato nel castello, la Bestia vuole dichiarare il suo amore alla giovane.  Ma sebbene sia attratta dalla Bestia, Belle non può essere felice perché non può più vedere suo padre: la Bestia le rivela che può farlo con uno specchio magico che mostra il mondo esterno, altro oggetto lasciatogli dalla maga. Belle vede nello specchio che suo padre sta per essere portato in manicomio.  Seppur a malincuore, la Bestia decide di lasciarla andare, regalandole lo specchio magico come ricordo del tempo passato insieme.  Grata e commossa dal gesto, Belle corre al villaggio, cercando di difendere Maurice e dichiarando che la Bestia esiste veramente. Non venendo creduta, Belle usa lo specchio magico per mostrare il volto della Bestia. Gaston, geloso e arrabbiato nel sentire Belle rivolgere parole gentili verso la Bestia e capendo che Belle ne è innamorata, aizza gli abitanti del villaggio e li guida al castello per ucciderla. Per non permetterle di avvertire la Bestia del pericolo, inoltre, il malvagio e crudele cacciatore rinchiude anche Belle con Maurice nel carro del manicomio. Ma grazie all'ingegno di Maurice, padre e figlia riescono a fuggire, permettendo così a Belle di dirigersi al castello.
Gaston e i paesani si dirigono alla volta del castello. I servitori ingaggiano una grande battaglia contro gli insorti in difesa del castello, durante la quale Le Tont comprende la malvagità di Gaston mettendosi dalla parte dei servitori, mentre tutti i compaesani vengono sconfitti. Sulla torre più alta del castello, intanto, scoppia un combattimento tra Gaston e la Bestia. Sopraggiunge Belle, ma Gaston, dopo aver finto di arrendersi, vigliaccamente spara diversi colpi di pistola alla Bestia. A causa dei cedimenti del castello, Gaston precipita nel burrone sottostante e muore. Anche la Bestia muore per gli spari ricevuti, proprio mentre cade l'ultimo petalo ed i servi diventano oggetti inanimati. In quel momento Belle confessa il suo amore alla Bestia. Agata, che si scopre essere in realtà la maga che lanciò l'incantesimo sul principe, entrata nel castello mentre i paesani ne fuggivano, compie la sua ultima magia e guarisce la Bestia dalle ferite e la rende nuovamente un umano. Anche il castello torna al suo splendore originale, i servitori oggetti tornano persone in carne ed ossa e gli abitanti del villaggio recuperano la memoria, ricordando l'esistenza del principe e dei loro parenti rimasti con lui. Alla fine, Belle e il principe si sposano,  e la vita del castello e della provincia torna alla normalità.

## Personaggi
- Belle, interpretata da Emma Watson. Protagonista femminile del film, è una giovane donna dai lunghi capelli castani. Sognatrice, amante dei libri, ottima inventrice e capace di guardare oltre le apparenze, si innamora della Bestia e trova l'umano di buon cuore represso in lui.
- Bestia / Principe Adam, interpretato da Dan Stevens. Protagonista maschile del film, è un giovane principe dal cuore freddo trasformato in una bestia come punizione per il suo egoismo e destinato, con l'aiuto di Belle, a ritrovare la sua umanità sopita e ritornare ad essere il ragazzo che era. Grazie alla sua costosa istruzione, condivide con Belle la passione per la lettura.
- Gaston, interpretato da Luke Evans. Principale antagonista del film, è un cacciatore prestante, arrogante e maschilista, che gareggia per la mano di Belle e non ammette sconfitta.
- Lumière, interpretato da Ewan McGregor: Il maître del castello della Bestia, di buon cuore ma ribelle, trasformato dal sortilegio lanciato sul castello in un candelabro. Ha l'abitudine di ribellarsi alle rigide regole del suo padrone, nonostante nutra verso i suoi confronti un forte timore. Ha una relazione con Spolverina.
- Henry Tockins, interpretato da Ian McKellen: Il colto ed efficiente maggiordomo del castello, trasformato in un pendolo. È il migliore amico di Lumière, a differenza del quale è però estremamente leale alla Bestia e ligio ai suoi ordini, il che causa spesso attriti fra lui e l'amico.
- Mrs. Bric, interpretata da Emma Thompson: La governante del castello, trasformata in una teiera, che assume un atteggiamento materno verso Belle. Oltre al suo lavoro ufficiale, Mrs. Bric è anche una bravissima cantante, ed è infatti proprio sulla sua voce che Belle e la Bestia danzeranno il loro primo ballo.
- Chicco, interpretato da Nathan Mack: Una tazza da tè, figlio di Mrs. Bric.
- Maurice, interpretato da Kevin Kline: Un artista, padre di Belle. Viene considerato dai suoi compaesani un vecchio pazzo.
- Le Tont, interpretato da Josh Gad: Antagonista secondario del film, è l'amico tonto di Gaston. Viene spesso maltrattato dal suo capo, che comunque non manca di idolatrare. Ha un debole per Gaston, ma nel corso della storia si renderà conto della sua malvagità e aiuterà gli oggetti del castello.
- Spolverina, interpretata da Gugu Mbatha-Raw: Una cameriera del maniero della Bestia, fidanzata di Lumière e trasformata in uno spolverino con delle sembianze che ricordano un pavone bianco.
- Madame Guardaroba, interpretata da Audra McDonald: La cantante lirica e l'autorità del castello sulla moda, trasformata in un armadio, è la moglie del Maestro Cadenza.
- Maestro Cadenza, interpretato da Stanley Tucci: Il compositore del castello e marito di Madame Guardaroba. Trasformato in un clavicembalo, è un personaggio originale, creato appositamente per il film ma, come mansione e oggetto in cui è stato trasformato, fu parzialmente ispirato al Maestro Forte del film La bella e la bestia: Un magico Natale.
- Frou-Frou: Il cane del castello ("Sultano" nella versione animata), trasformato in un poggiapiedi, è l'animale domestico di Madame Guardaroba e del Maestro Cadenza.
- Agata, interpretata da Hattie Morahan: la maga che trasforma il principe in una bestia per punirlo della sua arroganza. Come Belle, è discriminata dagli abitanti del villaggio perché dalla morte del padre è rimasta zitella e vive di elemosina.
- Monsieur Jean Bric, interpretato da Gerard Horan: è un abitante del villaggio che, per quanto regredito come gli altri, è il più gentile con Belle e Maurice, insieme al bibliotecario. Si unirà alla battaglia contro la Bestia per difendere il villaggio e, durante la battaglia, ritroverà sua moglie e suo figlio, Mrs. Bric e Chicco, con i quali resterà anche dopo la fine.

## Produzione
Nel 2009 la Walt Disney Pictures cominciò a progettare un adattamento cinematografico del musical di Broadway del 1994 La bella e la bestia, a sua volta ispirato al film d'animazione del 1991. Tuttavia nel 2011 il compositore Alan Menken rivelò che i piani per una trasposizione del musical erano stati messi da parte.
Nel marzo 2013 la Disney assunse Joe Ahearne per scrivere un film incentrato sul personaggio della Bestia intitolato The Beast, ma il progetto venne in seguito messo da parte. Nell'aprile 2014 venne riportato che la Disney era al lavoro su un nuovo adattamento della fiaba di Jeanne-Marie Leprince de Beaumont, questa volta una versione live action de La bella e la bestia, dopo il successo avuto dai precedenti film ispirati ai classici Disney come Alice in Wonderland, Maleficent, Cenerentola e Il libro della giungla. Nel giugno 2014 Bill Condon venne scelto come regista del film, scritto da Evan Spiliotopoulos. Inizialmente Condon non voleva prendere ispirazione solo dal film originale, ma anche includere quasi tutte le canzoni scritte da Menken e Howard Ashman per il musical di Broadway. Nel settembre 2014 venne annunciato che Stephen Chbosky avrebbe riscritto la sceneggiatura del film.
Il budget del film è stato di 160 milioni di dollari.

### Casting
Il 26 gennaio 2015 Emma Watson annunciò che avrebbe interpretato la protagonista Belle, percependo un salario base di 3 milioni di dollari più una percentuale sugli incassi. Per interpretare Belle l'attrice ha preso lezioni di canto. Nel marzo 2015 Luke Evans e Dan Stevens entrarono in trattative per interpretare Gaston e la Bestia. Il 13 marzo si aggiunse al cast Josh Gad nel ruolo di Le Tont, assistente di Gaston. Il 16 marzo venne annunciato l'ingresso nel cast di Emma Thompson nel ruolo di Mrs. Bric e di Kevin Kline nel ruolo di Maurice, padre di Belle. A fine mese Audra McDonald entrò nel cast nel ruolo di Madame Guardaroba. Nell'aprile 2015 entrarono nel cast Ian McKellen come Tockins, Gugu Mbatha-Raw nel ruolo di Spolverina, Ewan McGregor come Lumière, e Stanley Tucci nel ruolo del Maestro Cadenza, personaggio creato appositamente per il film.

### Riprese
Le riprese principali sono iniziate agli Shepperton Studios di Londra il 18 maggio 2015 e concluse il 21 agosto seguente.

## Colonna sonora

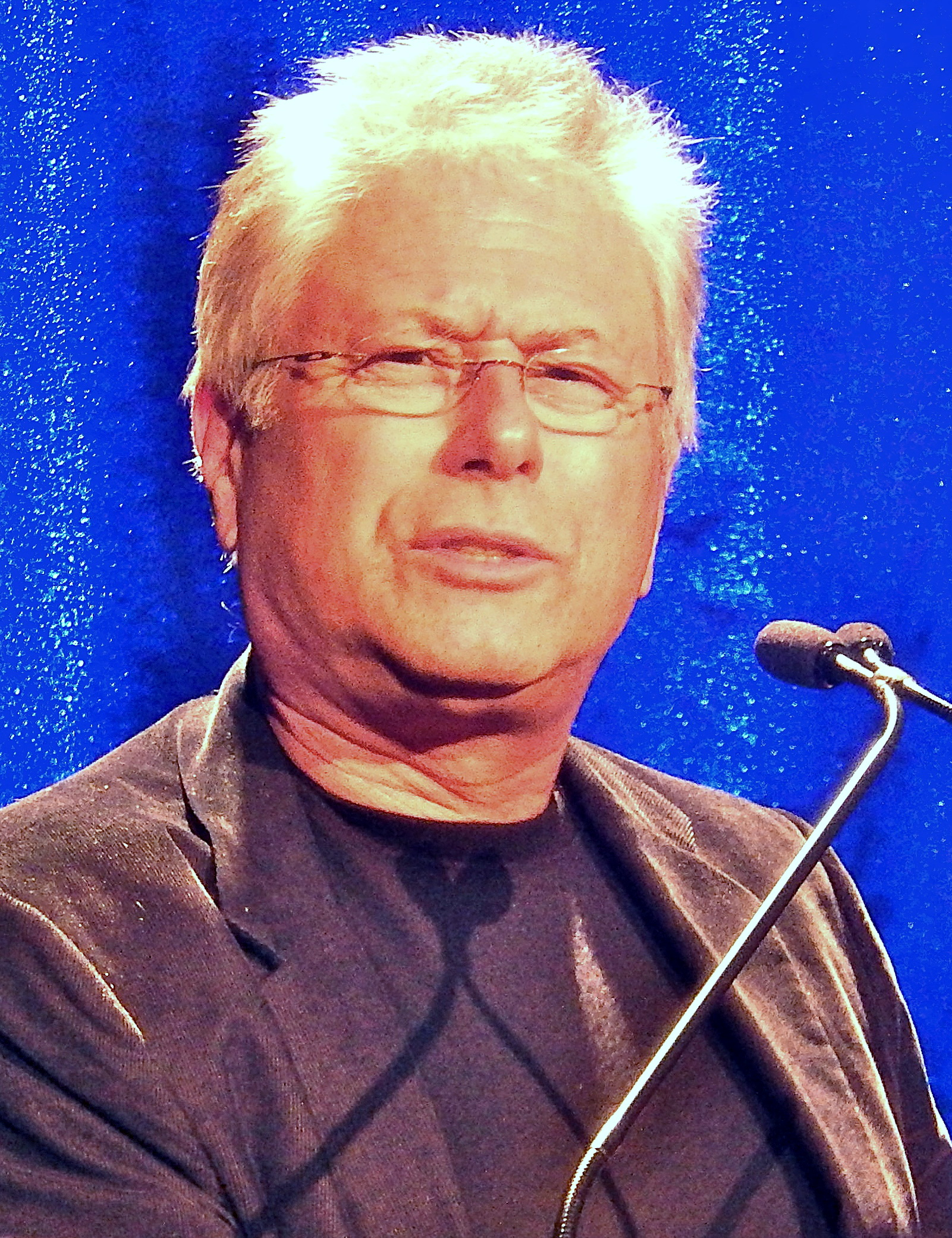
Il compositore Alan Menken, stesso compositore del film d'animazione del 1991.

La colonna sonora del film è composta da Alan Menken, già autore delle musiche del film d'animazione, con testi italiani adattati da Lorena Brancucci. La colonna sonora include canzoni dal film originale e nuove canzoni scritte da Menken e Tim Rice. Non sono invece presenti le canzoni del musical di Broadway. Ariana Grande e John Legend cantano una nuova versione di Beauty and the Beast, brano originariamente cantato da Céline Dion e Peabo Bryson nel film d'animazione originale. La stessa Dion interpreta invece il brano How Does a Moment Last Forever, mentre Josh Groban esegue il brano Evermore, entrambi appositamente composti da Menken e Rice per il film.
Le canzoni in italiano sono cantate da Ilaria De Rosa, Luca Velletri, Marco Manca, Frédéric Lachkar, Luca Biagini, Giò Giò Rapattoni, Daniele Giuliani, Jacqueline Maiello Ferry, Fiamma Izzo e Pietro Biondi.

## Promozione
Il primo teaser trailer del film venne distribuito il 23 maggio 2016. Il trailer ottenne 91,8 milioni di visualizzazioni nelle prime ventiquattr'ore, divenendo il trailer più visto di sempre nelle prime ventiquattr'ore, battendo il precedente record detenuto dal trailer di Star Wars - Il risveglio della Forza (88 milioni di visualizzazioni). Il teaser trailer italiano venne pubblicato il 16 giugno 2016. Il primo trailer del film venne distribuito il 14 novembre 2016, anche in italiano. Il trailer definitivo è stato distribuito il 30 gennaio 2017, seguito poco dopo da quello in italiano.

## Distribuzione
La pellicola è stata distribuita a partire dal 16 marzo 2017 in Italia e il giorno seguente negli Stati Uniti, anche in Disney Digital 3-D, RealD 3D, e IMAX 3D.

### Edizione italiana
Il doppiaggio italiano fu eseguito dalla Pumais Due presso la SDI Media Italia e diretto da Fiamma Izzo, anche autrice dei dialoghi. I testi italiani delle canzoni sono ad opera di Lorena Brancucci e la direzione musicale è a cura di Ermavilo e Virginia Tatoli. Le canzoni furono incise presso la Trafalgar Recording Studios da Matteo Schiavo e Andrea Serraino.
Tale edizione incluse la partecipazione di Vittoria Puccini, Frédéric Lachkar
e Marco Manca (al suo debutto nel mondo del doppiaggio) nei ruolo di Agatha, Lumiere e Gaston.

## Accoglienza

### Incassi
Nel primo fine settimana di programmazione nelle sale statunitensi, il film incassa 174,7 milioni di dollari, segnando il record per il miglior esordio nel mese di marzo ed il settimo miglior esordio di sempre nel botteghino statunitense; in Italia incassa invece 6,9 milioni di euro, mentre a livello mondiale raggiunge i 350 milioni di dollari.
Dopo il secondo weekend di programmazione, il film mantiene la testa della classifica ed arriva ad un incasso di 317 milioni di dollari negli Stati Uniti e 14,1 milioni di euro in Italia, mentre a livello globale arriva a 690,3 milioni di dollari.
Al terzo weekend, la pellicola scende in seconda posizione negli Stati Uniti arrivando ad un incasso di 395 milioni di dollari; in Italia il film resta invece in testa nella classifica degli incassi ed arriva a 17,6 milioni di euro. A livello mondiale, dopo tre settimane di programmazione, l'incasso totale è di 876 milioni di dollari.
Dopo il quarto fine settimana, il film si mantiene in seconda posizione nel box office statunitense arrivando ad un incasso di 432,2 milioni, mentre a livello mondiale sale a 977 milioni. In Italia la pellicola si conferma al secondo posto ed arriva ad un incasso totale di 18,9 milioni di Euro.
Il 12 aprile 2017 il film supera il miliardo di dollari d'incasso mondiale, diventando così il 30° film a superare la soglia del miliardo. L'incasso complessivo a fine corsa è di 504481165 $ in Nordamerica e di 761634799 $ nel resto del mondo, per un totale di 1266115964 $. In Italia, l'incasso complessivo è stato pari a 20508534 €.

### Critica
La bella e la bestia ha ricevuto recensioni positive dalla critica, con elogi particolari per le immagini, il cast corale, la colonna sonora, le canzoni, i costumi, i valori di produzione e la fedeltà al film d'animazione originale con alcuni elementi della versione musicale di Broadway, mentre il design della Bestia e le forme degli oggetti domestici dei servi hanno suscitato recensioni contrastanti.
Su Rotten Tomatoes, il film ha un indice di gradimento del 71% basato su 380 recensioni, con una valutazione media di 6,70/10. Il consenso della critica del sito web recita: "Con un cast incantevole, canzoni meravigliosamente realizzate e un occhio pittorico per i dettagli, La bella e la bestia offre una rivisitazione fedele ma fresca che onora il suo amato materiale di partenza." Su Metacritic, il film ha un punteggio di 65 su 100, basato su 47 critici, che indica "recensioni generalmente favorevoli".
Leslie Felperin di The Hollywood Reporter ha scritto: "È una master class con tre stelle Michelin in abilità di pasticceria che trasforma l'equivalente cinematografico di una corsa allo zucchero in una sorta di effetto narcotico simile a metanfetamina che dura circa due ore". Felperin ha anche elogiato le esibizioni di Watson e Kline, nonché gli effetti speciali, i costumi e le scenografie, mentre lodava l'inclusione del personaggio di LeTont di Gad come primo personaggio omosessuale della Disney. Owen Gleiberman di Variety, nella sua recensione positiva del film, ha scritto: "È un film realizzato con amore, e per molti versi buono, ma prima è un pezzo rapito di nostalgia vecchio-nuovo". Gleiberman ha paragonato il ritratto della Bestia da parte di Stevens a una versione reale del personaggio titolare in The Elephant Man e alla versione del 1946 della bestia nell'adattamento originale di Jean Cocteau. AO Scott del New York Times ha elogiato le esibizioni di Watson e Stevens e ha scritto: "Sembra buono, si muove con grazia e lascia un retrogusto pulito e corroborante. Quasi non ne riconoscevo il sapore: penso che il nome sia la gioia."
Allo stesso modo, Ann Hornaday del Washington Post ha elogiato la performance di Watson, descrivendola come "vigile e solenne" mentre riteneva le sue capacità canore "abbastanza utili per portare a termine il lavoro". Richard Roeper del Chicago Sun-Times ha premiato il film con tre voti e mezzo su cinque e ha lodato le interpretazioni di Watson e Thompson, che ha paragonato a quelle di Paige O'Hara e Angela Lansbury nella versione animata del 1991, mentre ha apprezzato le prestazioni dell'altro cast. Ha anche commentato il vantaggio dell'utilizzo sia della tecnologia motion capture che CGI, scrivendo: "Quasi straordinariamente sontuoso, magnificamente messo in scena ed eseguito con tempismo e grazia squisiti dal cast eccezionale". Mike Ryan di Uproxx ha elogiato il cast, il design di produzione e le nuove canzoni, pur osservando che il film non prova nulla di diverso, dicendo: "Non c'è certamente niente di così nuovo in questa versione de La bella e la bestia (beh, tranne che non è un cartone animato), ma è una buona ricreazione di un classico film d'animazione che dovrebbe soddisfare la maggior parte degli irriducibili." Nella sua recensione, Nancy Churnin del Dallas Morning News ha elogiato la profondità emotiva e tematica del film, osservando: "C'è un'autenticità emotiva nel film live-action La Bella e la Bestia del regista Bill Condon che ti aiuta a riscoprire l'amato film d'animazione della Disney del 1991 e lo spettacolo teatrale del 1994 in modi freschi e commoventi." James Berardinelli di ReelViews ha descritto la versione del 2017 come "avvincente".
Brian Truitt di USA Today ha elogiato le esibizioni di Evans, Gad, McGregor e Thompson insieme all'affinità di Condon con i musical, il design di produzione, gli effetti visivi presenti in alcuni dei brani, incluse le nuove canzoni realizzate dai compositori Alan Menken e Tim Rice, in particolare Evermore che ha descritto la nuova canzone con un potenziale per un Academy Award per la migliore canzone originale. Peter Travers di Rolling Stone ha valutato il film tre su quattro, ritenendolo un "regalo esilarante" mentre ha osservato che "La bella e la bestia rende giustizia al classico d'animazione Disney, anche se parte della magia è MIA (Missing in Action)". Stephanie Zacharek della rivista Time ha dato una recensione positiva con una descrizione come "Wild, Vivid and Crazy-Beautiful" mentre ha scritto "Quasi tutto di Beauty and the Beast è più grande della vita, al punto che guardarlo può essere un po' opprimente." e ha aggiunto che "è carico di sentimento, quasi come una sfacciata danza interpretativa che esprime la passione e l'euforia che le bambine (e anche alcuni ragazzi) devono aver provato dopo aver visto la versione precedente". Mick LaSalle del San Francisco Chronicle ha colpito un tono affermativo, definendolo una delle gioie del 2017, affermando che "La bella e la bestia crea un'aria di incanto fin dai suoi primi momenti, uno che indugia e costruisce e assume qualità di calore e generosità mentre va avanti" mentre riferendosi al film come "bello" e ha anche elogiato il film per il suo tono emotivo e psicologico, nonché per la performance in motion capture di Steven.
Diversi critici hanno considerato il film inferiore al suo predecessore animato del 1991. David Sims di The Atlantic ha scritto che il film del 2017 "si sente particolarmente egregio, in parte, perché è così servilmente devoto all'originale; ogni volta che non è all'altezza del suo predecessore (che è abbastanza spesso), è difficile non notarlo". Michael Phillips del Chicago Tribune ha affermato che il film del 2017 "da per scontati la nostra conoscenza e il nostro interesse per il materiale. Passa da un numero all'altro, lanciando un sacco di piacere per gli occhi freneticamente modificato sullo schermo, senza fascino". Phillips ha scritto che il film ha caratterizzato alcuni artisti "meno vistosamente talentuosi" ("Watson, principalmente") che sono "bloccati a fare il karaoke, o il lavoro di cattura del movimento di media qualità", anche se ha elogiato la performance di Kline come la "cosa migliore e più dolce in il film; porta un senso di calma, buffa autorità». Peter Bradshaw di The Guardian ha elogiato la performance di Watson e ha scritto che il film è stato "illuminato in quella luce affascinante e artificiale, e scorre senza intoppi sui binari, il tipo di binari che portano dentro e fuori le scenografie per la redditizia versione itinerante di Broadway." Nello stesso giornale, Wendy Ide ha criticato il film definendolo "ornato fino alla disperazione" nel tentativo di emulare il film d'animazione.
Chris Nashawaty di Entertainment Weekly ha dato al film una B-, scrivendo che le nuove canzoni "non stavano trasportando". Sentiva che il film aveva bisogno di più vita e profondità, ma ha elogiato la performance di Watson come "uno degli elementi più forti del film". Dana Schwartz di The New York Observer sentiva che alcuni dei personaggi, come Gaston e la Bestia, erano stati annacquati dal film del 1991 e che gli elementi aggiuntivi del retroscena non riuscivano a "far avanzare la trama o il tema in alcun modo significativo" mentre aggiungendo un notevole rigonfiamento. Schwartz considerava adeguato il canto del cast, ma sentiva che le loro voci avrebbero dovuto essere doppiate, soprattutto per le canzoni complesse.

### Primati
Il trailer ha ottenuto 127,6 milioni di visualizzazioni nelle prime ventiquattr'ore, stabilendo un nuovo record come trailer più visto in un solo giorno, per poi essere battuto poche settimane dopo dal trailer di Fast & Furious 8.
Il 7 maggio 2017 il film ha ottenuto il record del film con rating PG col miglior incasso nella storia sul territorio statunitense, precedentemente detenuto da Frozen - Il regno di ghiaccio, arrivando ad un incasso di 487,7 milioni di dollari.

## Riconoscimenti
- 2018 - Premio Oscar[74]
  - Candidatura per la migliore scenografia a Sarah Greenwood
  - Candidatura per i migliori costumi a Jacqueline Durran
- 2018 - British Academy Film Awards[75]
  - Candidatura per la migliore scenografia a Sarah Greenwood
  - Candidatura per i migliori costumi a Jacqueline Durran
- 2017 - MTV Movie & TV Awards[76][77]
  - Miglior film
  - Miglior performance femminile a Emma Watson
  - Candidatura per il miglior bacio a Emma Watson e Dan Stevens
  - Candidatura per la miglior coppia a Josh Gad e Luke Evans
- 2017 - Teen Choice Awards[78][79]
  - Miglior film fantasy
  - Migliore attrice in un film fantasy ad Emma Watson
  - Miglior cattivo a Luke Evans
  - Miglior coppia a Emma Watson e Dan Stevens
  - Candidatura per il miglior attore in un film fantasy a Dan Stevens
- 2017 - San Diego Film Critics Society Awards[80][81]
  - Migliori costumi a Jacqueline Durran
  - Candidatura per la migliore scenografia a Sarah Greenwood
  - Candidatura per i migliori effetti visivi
  - Candidatura per la miglior colonna sonora
- 2017 - Chicago Film Critics Association[82]
  - Candidatura per la migliore scenografia
- 2018 - NAACP Image Award[83]
  - Candidatura per la miglior attrice non protagonista a Audra McDonald
- 2018 - Satellite Award[84]
  - Candidatura per i miglior costumi a Jacqueline Durran
- 2018 - Critics' Choice Awards[85]
  - Candidatura per la miglior scenografia a Sarah Greenwood
  - Candidatura per i miglior costumi a Jacqueline Durran
  - Candidatura per il miglior trucco
  - Candidatura per la miglior canzone (Evermore)
- 2018 - Art Directors Guild Awards[86]
  - Candidatura per la miglior scenografia in un film fantastico a Sarah Greenwood
- 2018 - Costume Designers Guild Awards[87]
  - Candidatura per i migliori costumi in un film fantasy a Jacqueline Durran
- 2018 - VES Awards[88]
  - Candidatura per la miglior fotografia virtuale
- 2018 - Saturn Award[89][90]
  - Migliori costumi a Jacqueline Durran
  - Candidatura per il miglior film fantasy
  - Candidatura per la miglior attrice a Emma Watson
  - Candidatura per la miglior scenografia a Sarah Greenwood

## Casi mediatici
Dopo l'annuncio della presenza del primo personaggio omosessuale dichiarato della filmografia Disney, Le Tont, un cinema dello stato dell'Alabama, l'Henagar Drive-In Theatre, ha confermato di aver tolto dalla programmazione il film. Nei cinema russi invece è stato vietato ai minori di 16 anni per via di una legge del 2013 che pone il film sotto l'accusa di "propaganda omosessuale rivolta ai bambini". In Malaysia la Disney aveva deciso di ritirare il film dalle sale di fronte alla censura del "momento gay" da parte dei censori del Film Censorship Board, posticipando l'uscita al 30 marzo nel caso avessero deciso di ripristinare la scena. Il film viene in seguito distribuito integralmente ma con un divieto ai minori di 13 anni non accompagnati. Al contrario, in Kuwait la pellicola viene ritirata in via definitiva dai cinema pochi giorni dopo la première locale. Ci sono state inoltre delle petizioni contro il film: una su LifePetitions ha ricevuto più di 129 000 firme, mentre l'American Family Association ne ha aperta una per il boicottaggio della pellicola raggiungendo oltre 50 000 firmatari.

## Prequel/spin-off
Nell'aprile 2020 il compositore Alan Menken ha annunciato di essere al lavoro sulla colonna sonora della serie televisiva prequel del film, che fungerà da spin-off ai personaggi di Gaston e Lefou, interpretati nuovamente da Luke Evans e Josh Gad; la serie sarà distribuita sulla piattaforma Disney+ e sarà scritta da Eddy Kitsis, Adam Horowitz e Josh Gad. Sempre Menken nel luglio dello stesso anno ha annunciato il titolo della serie, che doveva essere Little Town. La serie però, è stata annullata successivamente per vari motivi.